# 青龍隊
青龍隊（せいりゅうたい）は、会津戦争に際して会津藩が組織した年齢別で編成された部隊の一つ。四神の名が当てられ、他に白虎隊、朱雀隊、玄武隊があり、このほか幼少隊などがある。
青龍隊は36歳から49歳の藩士によって構成された。小隊数1～4、中隊数9ヶ中隊からなり、隊員数は約900名だった。総督は黒河内式部。

## 青龍隊の構成
- 士中一番隊から三番隊　各100名前後
- 寄合一番隊から二番隊　各100名前後
- 足軽一番隊から四番隊　各100名前後